# شبکه المپیک
Olympic Channel یک سرویس تلویزیونی برتر اینترنت است که توسط کمیته بین‌المللی المپیک (IOC) اداره می‌شود. این شبکه در ۲۱ اوت ۲۰۱۶ و همزمان با اختتامیه المپیک تابستانی ۲۰۱۶ آغاز شد. این سرویس با هدف نمایش بازی‌های المپیک تأسیس شد.
کمیته بین‌المللی المپیک این سرویس را با محوریت بین‌المللی اداره می‌کند، اما همچنین اعلام کرده‌است که قصد دارد با کمیته‌های محلی و المپیک‌های محلی المپیک همکاری کند تا نسخه‌های بومی شده و خدمات خطی را به عنوان نسخه‌های معتبر کانال المپیک ایجاد کند. اولین مورد از این، در ایالات متحده، در ژوئیه سال ۲۰۱۷ راه اندازی شد.

## هدف
هدف اصلی این خدمت، علاقه‌مندی سالانه به ورزش‌های المپیک بین تکرارهای المپیک تابستانی و زمستانی، به ویژه در بین مخاطبان جوان است. این برنامه شامل مسابقات در ورزش‌های المپیک و همچنین برنامه‌های کوتاه و بلند با تمرکز بر روی ورزشکاران المپیک است. این سرویس در ابتدا به زبان انگلیسی پخش می‌شود، اما با زیرنویس‌های موجود در ۹ زبان دیگر قابل اجرا است.
یانیس اگزارچوس، سرپرست کانال المپیک و مدیرعامل خدمات پخش المپیک با بیان اینکه محتوای این سرویس در درجه اول روی داستان‌های ورزشکاران متمرکز خواهد بود، اظهار داشت: "ما باید برخی از خطرات را برطرف کنیم و بهتر است اکنون خطرات را بپذیریم زیرا ما قوی تر هستیم. ما همیشه بوده‌ایم شخصیت‌های ورزشکاران، سبک زندگی آنها چیزی بسیار جذاب و جذاب است. "

## تاریخ
رئیس‌جمهور کمیته بین‌المللی المپیک، توماس باخ، که در ابتدا مفهوم یک کانال تلویزیونی‌گرا را به المپیک در سال ۱۹۹۴ پیشنهاد داد وقتی او افسر ارشد IOC بود، اظهار داشت که این سرویس "آغاز یک سفر جدید هیجان انگیز برای اتصال به سراسر جهان است. مخاطبان با جنبش المپیک در تمام طول سال ". این کانال از مادرید تولید می‌شود و بودجه هفت ساله ۶۰۰ میلیون دلار آمریکا نیز اختصاص می‌یابد.
سرویس دیجیتالی اولیه تمرکز بین‌المللی خواهد داشت، اما IOC اظهار داشت که قصد دارد با کمیته‌های ملی المپیک و صاحبان حقوقی محلی برای تهیه نسخه‌های محلی کانال المپیک همکاری کند، که ممکن است به صورت اختیاری کانال‌های تلویزیونی خطی را در بر بگیرد. بستر جریان از طریق Playmaker Media، بخشی از گروه ورزشی NBC ارائه شده‌است.

## نسخه‌های منطقه‌ای

### خاورمیانه و آفریقای شمالی
در ۴ سپتامبر ۲۰۱۷، کمیته بین‌المللی المپیک همکاری خود را با beIN Sports برای راه اندازی کانال المپیک خطی برای منطقه خاورمیانه و شمال آفریقا (MENA) اعلام کرد، که از ۱ نوامبر ۲۰۱۷ راه اندازی شد. این شبکه به عنوان پیشرو در راه اندازی، بلوک روزانه برنامه‌نویسی کانال المپیک را در کانال اصلی خود پخش می‌کند.

### ایالات متحده
در یک گردهمایی صنعت در مارس ۲۰۱۷، رئیس کمیته المپیک NBC اظهار داشت که NBCUniversal نسخه محلی کانال المپیک را در ایالات متحده به عنوان یک کانال تلویزیونی خطی بعداً در سال راه اندازی می‌کند. نسخه آمریکایی کانال المپیک در تاریخ ۱۵ ژوئیه سال ۲۰۱۷ راه اندازی شد و جایگزین Universal HD شد - که خود به دنبال قطع ورزش جهانی در سال ۲۰۱۵، محتوای ورزشی سرریز المپیک را برداشت کرده‌است.

### آمریکای اسپانیایی
در ژانویه سال ۲۰۱۹، کمیته بین‌المللی المپیک همکاری خود را با Claro TV و Claro Video برای توزیع برنامه‌نویسی کانال المپیک در کانال خطی Claro Sports و سرویس پخش ویدئویی خود به کشورهای آمریکایی اسپانیایی اعلام کرد.

### چین
در ژانویه سال ۲۰۱۹، صدای چین اعلام کرد قصد دارد نسخه چینی کانال را راه اندازی کند. با نام CCTV-16، این کانال هنوز راه اندازی نشده‌است.

## پیوندها
- وبگاه رسمی